# علم وجود الأنسجة بريندا
هي موسوعة منظمة شاملة في الأنسجة الحية حيث توفر مصطلحات وتصنيفات الأنسجة والأعضاء والهياكل التشريحية وأجزاء النبات وزراعة الخلايا وأنواع الخلايا وخطوط الخلايا من الكائنات الحية من جميع المجموعات التصنيفية (الحيوانات والنباتات والفطريات والأوليات) كمصدر للإنزيم، وترتبط المعلومات بالبيانات الوظيفية في نظام معلومات الإنزيمات.
هي واحدة من أوائل علم وجود الأنسجة الخاصة بالأنسجة في علوم الحياة، التي لا تقتصر على كائن حي محدد أو مجموعة محددة من الكائنات التي توفر إمكانية وصول سهلة الاستعمال إلى مجموعة واسعة من المعلومات المتعلقة بالأنسجة والخلايا. تعتمد قواعد البيانات، مثل خدمة البحث عن علم الوجود أو، مثل سجل ميريام أو من معهد المعلوماتية الحيوية الأوروبي، وتوزيع النسيج، بما في ذلك مكتبة مرادفات الأنسجة لمركز أبحاث السرطان الألماني في هايدلبرغ أو المنصة البيولوجية للمركز الوطني لعلم وجود الأنسجة الطبية الحيوية في ستانفورد، الولايات المتحدة الأمريكية على وتنفيذ موسوعة بريندا كمستودع أساسي للمعلومات في منصة كل منها.
تمكن موسوعة بريندا علم وجود الأنسجة المستخدمين من البحوث الطبية والعلوم الصيدلانية للبحث عن حدوث والكشف النسيجي للإنزيمات المرتبطة بالمرض في الأنسجة، والتي تلعب دورا هاما في التشخيص والعلاجات وتطوير الأدوية. في الكيمياء الحيوية والتكنولوجيا الحيوية تعتبر مصطلحات الأنسجة الخاصة بالكائنات المرتبطة بالبيانات الوظيفية الإنزيمية موردًا مهمًا لفهم الأيض والتنظيم في علوم الحياة. تمثل موسوعة بريندا علم وجود الأنسجة أنظمة تصنيف توفر مفردات منظمة ومحكمة. وهي أدوات مهمة لتوضيح وربط العلاقات التطورية.
بدأ تطوير موسوعة بريندا علم وجود الأنسجة في عام 2003، ويهدف إلى ربط بيانات الإنزيمات البيولوجية والكيميائية الجزيئية من الموسوعة بريندا مع مجموعة هرمية وموحده من الأنسجة محددة المصطلحات، حيث بيانات ومعلومات الإنزيمات الوظيفية في بريندا شُرحت ونُظمت يدوياً من قبل خبراء من الكيمياء الحيوية والأحياء والكيمياء. بحلول أكتوبر 2022، احتوت منظمة معاهدة الحظر الشامل على أكثر من 6،527 مصطلحًا مرتبطًا بـ 6،065 مرادفًا و 5،474 تعريفًا. وتصنف المصطلحات تحت فئات عامة، وقواعد، وأشكال من اتحاد علم وجود الأنسجة الجينية ، منظم في شكل رسم بياني حلقي موجه أنشئ باستخدام تحرير أوبو مفتوح المصدر. وترتبط جميع المصطلحات من كل مستوى مباشرة ببيانات الإنزيم في بريندا. إن أكسيد القصدير الثلاثي البيوتيل أداة مناسبة للتمييز بين الإنزيمات المختلفة التي يتم التعبير عنها بطريقة خاصة بالأنسجة.

## المحتوى والمميزات
موسوعة بريندا علم وجود الأنسجة تعتمد على بيانات إنزيم محددة شاملة من نظام معلومات إنزيم بريندا. في الوقت الحاضر (أكتوبر 2019) يخزن 112,200 بيانات إنزيم -كائن -نسيج من أكثر من 11,000 بروتين في الموسوعة بريندا. شُرحت هذه المدخلات يدويًا من أكثر من 150,000 مرجع أدبي مختلف. تُقيم جميع المصطلحات في موسوعة بريندا علم وجود الأنسجة وتصنيفها وفقاً لتنسيق أوبو، وترتبط بعلاقات محددة. كل مصطلح هو إدخال مميز داخل علم الوجود ويُعين تلقائيا إلى معرف. تعمل بطاقات تعريف منظمة التجارة العالمية كأرقام انضمام مستقرة من أجل إنشاء إحالات مرجعية إلى المزيد من قواعد البيانات البيوكيميائية الخارجية. يُدمج المزيد من المصطلحات الخاصة بالنسيج والخلايا من قواعد البيانات الخارجية (مثل يونيبروت) في موسوعة بريندا علم وجود الأنسجة.وتصنف المصطلحات في 4 فئات رئيسية:
حيوان
النبات
الفطريات
مصادر أخرى
تُعرَّف مستويات أخرى تحت الفئات الرئيسية (= العقد)، مع تصنيف "الأم" و"الطفل" و"الحفيد" وجميعها متصلة عبر علاقات محددة (= الحواف)
هي _a (مثلا ألياف العضلات الهيكلية هي _a ألياف العضلات)
جزء من (مثل الألياف العضلية جزء من العضلات).
تطور/اشتقاق _ من (مثل: تطور/اشتقاق الخلية العضلية _ من الألياف العضلية).
مرتبط _ إلى (وصف أكثر عمومية للعلاقات بين المصطلحات التي لا تشملها المصطلحات الأخرى).
وترتبط معظم المصطلحات بوضوح مع كائنات حية محددة، أعضاء، أنسجة، أو أنواع الخلايا. هناك العديد من التسميات المتطابقة للأنسجة في كل من النباتات والحيوانات، على سبيل المثال "البشرة". للتمييز بين هذه المصطلحات الأنسجة وتصنيفها بشكل صحيح إلى موسوعة بريندا علم وجود الأنسجة للأنسجة النباتية توضع البادئة "نبات" قبل المصطلح، على سبيل المثال "بشرة النبات".
أكثر من 80 ٪ من مصطلحات الأنسجة لها تعريفات تصف المعنى والسياق. يُحصل على هذه التعريفات من القواميس الطبية وقواعد بيانات خطوط الخلايا (قاموس ويبستر، المجموعة الألمانية للكائنات الحية الدقيقة ومزارع الخلايا).

## التوفر
تُحدَّث المدخلات في موسوعة بريندا علم وجود الأنسجة مرتين سنوياً كجزء من التحديث الرئيسي لبريندا. وهو متاح عبر موقع بريندا في فئة "مستكشف علم الوجود". يمكن البحث عن مصطلحات مصدر الإنزيم من خلال نموذج الاستعلام موسوعة بريندا علم وجود الأنسجة. ونتيجة لذلك، يتلقى المستخدم قائمة من أرقام الخدمة التي ترتبط مباشرة لمعلومات الإنزيم من بريندا. ومن الممكن أيضاً البحث عن طريق نموذج البحث "نسيج المصدر" ("المنظر الكلاسيكي"). تعرض صفحة النتائج جميع الإنزيمات المعزولة أو المكتشفة في مصطلح الأنسجة التي بُحث عنها، المرتبطة مباشرة إلى أكسيد القصدير الثلاثي.
موسوعة بريندا علم وجود الأنسجة هي متاحة مجانا للمستخدمين الأكاديميين. يمكن تحميلها مجانا عن طريق "مستكشف الوجود" من موقع بريندا على شبكة الإنترنت أو في صيغة أوبو من "أوبوفوندري".

## روابط
- BTO (BRENDA Tissue Ontology)
- BRENDA Ontology Explorer
- BRENDA-website
- ExplorEnz – Enzyme Nomenclature
- Obofoundry
- Gene Ontology Consortium
- EBI-EMBL
- Bioportal des National Center for Biomedical Ontology, Stanford, USA